# Гоф, Альфред
А́льфред Гоф (англ. Alfred Gough; род. 22 августа 1967, Леонардтаун, Мэриленд) — американский сценарист и продюсер кино и телевидения.

## Биография
Альфред Гоф-третий родился 22 августа 1967 года в городке Леонардтаун (штат Мэриленд, США). В 1985 году он окончил старшую школу St. Mary’s Ryken в родном городе, в 1989 году — Католический университет Америки в Вашингтоне. После этого Гоф уехал в Калифорнию, где посещал продюсерские курсы при Университете Южной Калифорнии. Там он познакомился с британским сценаристом и продюсером Майлзом Милларом. Учась в Калифорнии, они в соавторстве написали сценарий «Манго», где полицейскому, страдающему аллергией на шерсть животных, дали в напарники орангутанга. Работу за солидные 400 000 долларов купила студия New Line Cinema, но фильм по этому сценарию так снят никогда и не был, а Гоф и Миллар приобрели свою первую известность. Их дружба продолжилась, Гоф и Миллар много работали и работают над совместными проектами, самый известный из которых — «Тайны Смолвиля» (2001—2011). Сценаристы основали собственную компанию Millar/Gough Ink.
Как сценарист Гоф известен с 1996 года, как продюсер — с 1998 года. По состоянию на 2017 год в его кино-копилке 22 фильма и сериала, к которым он был сценаристом, и 12 фильмов и сериалов, где он выступил продюсером.
В 2008 году Гоф и Миллар вдвоём покинули проект «Тайны Смолвиля», подав в суд на The WB Television Network. Истцы заявили, что студия, путём различных манипуляций, недоплачивала им все эти годы за их работу, и потребовали с The WB Television Network 100 миллионов долларов компенсации. В мае 2013 года было вынесено решение суда, и оно было не в пользу сценаристов. Согласно условиям контракта, Гоф и Миллар указывались в титрах до самого окончания проекта в 2011 году, хотя фактически не внесли никакого вклада в «Тайны Смолвиля» с 2008 года.

## Фильмография

### Сценарист
- 1996—1997 — Электронные жучки / Bugs (т/с; 2 эпизода)
- 1997 — ? / Double Tap (х/ф)
- 1997—1998 — Патруль времени[англ.] / Timecop (т/с; 3 эпизода)
- 1998 — Смертельное оружие 4 / Lethal Weapon 4 (х/ф)
- 1998 — ? / Black Jaq (т/ф)
- 1998—1999 — Китайский городовой / Martial Law (т/с; 4 эпизода)
- 1999 — Люди мафии[англ.] / Made Men (х/ф)
- 1999 — Полоса / The Strip (т/с)
- 2000 — Шанхайский полдень / Shanghai Noon (х/ф)
- 2001—2011 — Тайны Смолвиля / Smallville (т/с; 217 эпизодов)
- 2002 — Шоу начинается / Showtime (х/ф)
- 2003 — Шанхайские рыцари / Shanghai Knights (х/ф)
- 2004 — Человек-паук 2 / Spider-Man 2 (х/ф)
- 2005 — Сумасшедшие гонки / Herbie: Fully Loaded (х/ф)
- 2006 — Ныряльщик / Aquaman (к/м)
- 2008 — Мумия: Гробница императора драконов / The Mummy: Tomb of the Dragon Emperor (х/ф)
- 2011 — Я — четвёртый / I Am Number Four (х/ф)
- 2011 — Ангелы Чарли / Charlie’s Angels (т/с; 8 эпизодов)
- 2015—2019 — В пустыне смерти / Into the Badlands (т/с; 32 эпизода)
- 2016 — Хроники Шаннары / The Shannara Chronicles (т/с; 10 эпизодов)
- 2022 — Уэнздей / Wednesday (т/с; 4 эпизода)
- 2024 — Битлджус Битлджус / Beetlejuice Beetlejuice (х/ф)

### Продюсер
- 1998 — Китайский городовой / Martial Law (т/с)
- 1998 — ? / Black Jaq (т/ф; соисполнительный)
- 1999 — Полоса / The Strip (т/с; исполнительный)
- 2001—2008 — Тайны Смолвиля / Smallville (т/с; исполнительный; в 152 эпизодах)
- 2006 — Смолвиль: Хроники мести / Smallville: Vengeance Chronicles (мини-сериал; исполнительный)
- 2006 — Ныряльщик / Aquaman (к/м; исполнительный)
- 2009 — Ханна Монтана: Кино / Hannah Montana: The Movie (х/ф)
- 2011 — Ангелы Чарли / Charlie’s Angels (т/с; исполнительный; в 8 эпизодах)
- 2012 — Неудержимый / Bullet to the Head (х/ф)
- 2015—2019 — В пустыне смерти / Into the Badlands (т/с; исполнительный; в 32 эпизодах)
- 2016 — Хроники Шаннары / The Shannara Chronicles (т/с; исполнительный; в 1 эпизоде)
- 2022 — Уэнздей / Wednesday (т/с; исполнительный)